# Contea di Saluda
La contea di Saluda (in inglese Saluda County) è una contea dello Stato della Carolina del Sud, negli Stati Uniti. La popolazione al censimento del 2000 era di 19 181 abitanti. Il capoluogo di contea è Saluda. Fa parte dell'area metropolitana di Columbia.

## Geografia
La contea si trova nel centro-ovest dello Stato. Il fiume Saluda costituisce il confine nord. L'angolo ovest rientra nella foresta nazionale di Sumter. Il territorio è prevalentemente collinare.

### Contee confinanti
- Contea di Newberry - nord
- Contea di Lexington - est
- Contea di Aiken - sud-est
- Contea di Edgefield - sud
- Contea di Greenwood - ovest

## Storia
La regione era abitata da nativi Saluda prima dell'arrivo dei coloni. La contea fu creata nel 1896 e deve il suo nome all'omonimo fiume.

## Comuni

### Towns
- Batesburg-Leesville
- Monetta
- Ridge Spring
- Saluda (capoluogo)
- Ward